# Apollo 18 (film)
Apollo 18 je ameriško-kanadska znanstvenofantastična grozljivka iz leta 2011. Je delo scenarista Briana Millerja, režiserja Gonzala López-Gallega in producentov Timurja Bekmambetova and Rona Schmida. Po številnih spremembah datumov, je film bil izdan v ZDA, Veliki Britaniji in Kanadi, 2. septembra 2011. Gre za prvi angleško govoreč film López-Gallega.
Film trdi, da je preklicana odprava Apolla 18 bila pravzaprav izvedena decembra 1974 in prikazuje razlog zakaj se ljudje po tem nismo več vračali na luno. Film je posnet v stilu najdenih posnetkov, prikazani naj bi bili izgubljeni posnetki Apolla 18, ki so bili pred kratkim najdeni.

## Vsebina
Decembra 1974 je posadka preklicane odprave Apollo 18 seznanjena, da bo odprava izvedena v popolni tajnosti ministrstva za obrambo ZDA. Komandant Nathan Walker, poročnik Colonel John Grey in kapitan Ben Anderson se odpravijo na luno, da bi tam postavili radarje, ki bi ZDA opozorili na možen jedrski napad SSSR.
Walker in Anderson pristaneta na luni, Grey pa ostane na plovilu. Par vzame nekaj vzorcev kamnov in med vračanjem na plovilo slišita čudne zvoke ter opazita majhne kamne, ki se premikajo sami od sebe. Houston jim razloži, da zvoki prihajajo iz radarjev. Kasneje odkrijeta na luni stopinje, ki jih vodijo do krvavega sovjetskega plovila, kjer najdeta mrtvega kozmonavta. Walker povpraša Houston o prisotnosti Sovjetov na luni, vendar mu odgovorijo da morajo nadaljevati z odpravo.  
Walker in Anderson naslednji dan odkrijeta, da je izginila zastava ki sta jo postavila. Odprava je zaključena in pripravljeni so se vrniti domov, ko naenkrat začne plovilo močno tresti. Plovilo je močno poškodovano in Walker odkrije nečloveške sledi, kar poveže z nezemeljskim življenjem. Walker sluti da je nekaj v njegovem skafandru in z grozo opazi, da ima v čeladi pajku podobno bitje. Walker izgine in Anderson ga najde nezavestnega zunaj plovila. Walker nato pride k sebi in astronavta odkrijeta, da ne moreta priklicati Houstona ali Greya na plovilo.Anderson začne sumiti, da so jih na luno poslali samo zaradi vesoljcev. Walker začne kazati simptome hitre okužbe in postane paranoičen. Kamere nato ujamejo premikajoče kamne, kar se izkaže da nezemljani uporabljajo kamne za kamuflažo. Walker nato izgubi razum in skuša uničiti kamere in plovilo. Ugotovita, da je sovjetsko plovilo edino mesto s kisikom, zato se odpravita tja. Walker uniči vozilo in pobegne stran, saj se noče vrniti na Zemljo, kjer bi lahko širil okužbo. 
Anderson se zbudi in najde Walkerja, kjer sta našla mrtvega kozmonavta. Walkerja napadejo nezemljani in Anderson skuša pobegniti vendar se je prisiljen vrniti v sovjetsko plovilo. Anderson tam uporabi radio in pokliče kontrolorje SSSR, ki ga vežejo z ameriškim obrambnim ministrstvom. Tam mu povejo, da ga ne smejo spustiti na Zemljo saj se zavejo situacije in zmotno verjamejo da je okužen. Anderson uspe priklicati Greya in mu pove, da se bo skušal vrniti na njihovo drugo plovilo. Takrat se vrne Walker, ki je zdaj popolnoma neuravnovešen. Vendar preden skuša slednji napasti Andersona, ga ubijejo nezemljani. Andersona prav tako napadejo nezemljani in video se konča.
''Uradna'' usoda astronavtov je, da so umrli v eksploziji in njihovih trupel niso našli. Film se konča s trditvijo, da je veliko število vzorcev kamnov iz prejšnjih odprav Apollo izginilo. 

## Drugi konci
V prvem koncu je Ben v plovilu, Nata pa napadejo bitja v njegovi čeladi, ki mu raznesejo glavo in ubijejo. Bena nato obkrožijo nezemljani, ter izgubi kisik v plovilu, ter umre. Nezemljan nato odide in film se konča.
V naslednjem koncu je Ben v plovilu, ko ga napadejo nezemljani. Nezemljan vdre v plovilo skozi okno in ubije Bena.
V zadnjem koncu je Ben v plovilu, kjer se združi z ladjo Svoboda, kjer je bil John. Ben je okužen in plovilo začne padati nazaj na luno. Čez nekaj sekund Ben umre ob strmoglavljenju.